# Get the Fuck Out of My Pool
Get the Fuck Out of My Pool è il singolo di debutto della cantante italiana Rose Villain, pubblicato il 22 luglio 2016. 
Il brano musicale parla della fine di una relazione tra un uomo e una donna.

## Tracce
Testi di Andrea Ferrara, Rosa Luini, musiche di Andrea Ferrara.
1. Get the Fuck Out of My Pool – 2:19

## Video musicale
Del brano musicale è stato realizzato anche un videoclip, girato nel quartiere di Brooklyn a New York.